# Grup de muntanyes Făgăraș
El grup muntanyenc Făgăraș és un subgrup de muntanyes dels Carpats del Sud. Rep el nom de la muntanya més alta del grup, les muntanyes Făgăraș.

## Límits
El grup Făgăraș està delimitat:
- a l'oest, al costat del riu Olt
- a l'est, pel pas Rucăr-Bran i el riu Dâmbovița

## Muntanyes
- Muntanyes Făgăraș (Munții Făgărașului)
- Muntanyes Iezer (Munții Iezer; literalment: muntanyes del llac profund)
- Muntanyes Cozia (Munții Cozia)